# Cleó de Sició
Cleó de Sició (en llatí Cleon, en grec antic Κλέων "Kléon") era un escultor de Sició deixeble d'Antífanes d'Argos que ho va ser de Policlet. Va deixar unes estàtues de bronze que representaven Zeus a Olímpia amb motiu de la finalització de l'Olimpíada 98 i una altra de Dinoloc feta a l'Olimpíada 102. Pausànias diu que va sobresortir en la confecció d'estàtues que eren retrats de persones.